# ویمبلتون
ویمبلتون (به انگلیسی: Wombleton) یک روستا و محله مدنی در بریتانیا است که در ری‌دیل واقع شده‌است. ویمبلتون ۴۰۴ نفر جمعیت دارد.